# Сальная Курья
Сальная Курья (также Курья Сальная) — река в Туруханском районе Красноярского края, правый приток Енисея. Длина реки с одним из истоков 73 км, площадь водосборного бассейна — 400 км².
Собственно Курья Сальная образуется в 19 км от устья слиянием Каменной Курьи справа и реки Наволочной — слева. Ниже река принимает несколько небольших притоков: Медвежья, Степанова, Каменный, Большая Кедровая и просто Кедровая, Соловьёвская, Первая Речка, Большой ручей и Милкин Амбар. Впадает в Енисей, в 3 км выше по течению от деревни Горошиха, на высоте 4 м над уровнем моря, в 883 км от устья.
По данным государственного водного реестра России относится к Енисейскому бассейновому округу. Код водного объекта — 17010800212116100099852.